# Beniamin (Miłow)
Beniamin, imię świeckie Wiktor Dmitriewicz Miłow (ur. 26 czerwca?/8 lipca 1887 w Orenburgu, zm. 2 sierpnia 1955 w Saratowie) – rosyjski biskup prawosławny.

## Życiorys
Był drugim synem prawosławnego duchownego Dmitrija Miłowa i jego żony Anny. Był wychowywany w duchu głęboko religijnym, już w dzieciństwie uczestniczył razem z rodzicami w pielgrzymkach do monasteru św. Anny w Jarańsku. W 1916, jako drugi absolwent w swoim roczniku, ukończył seminarium duchowne we Wiatce i na koszt państwowy podjął wyższe studia teologiczne w Kazańskiej Akademii Duchownej. Był wyróżniającym się studentem, nie zdołał jednak ukończył nauki z powodu zamknięcia Akademii w 1918, na mocy decyzji władz bolszewickich. Wiktor Miłow wrócił do rodziców, do Wiatki. Po półtora roku trafił do Saratowa, gdzie zatrudnił się w kancelarii oddziału Armii Czerwonej. Pracę tę zaliczono mu na poczet służby wojskowej. Po kilku miesiącach skontaktował się z żyjącym w monasterze Przemienienia Pańskiego w Saratowie pustelnikiem, hieromnichem Mikołajem (Parfionowem), który pobłogosławił jego zamiary złożenia ślubów mniszych i skierował do Monasteru Daniłowskiego w Moskwie. Wiktor Miłow został tam postrzyżony na mnicha w 1920, przyjmując imię Beniamin.
12 kwietnia 1920 został wyświęcony na hierodiakona, zaś 8 października – na hieromnicha. W 1923 otrzymał godność archimandryty i został przełożonym monasteru Opieki Matki Bożej w Moskwie. Inne źródło wskazuje, że wspólnotą tą kierował biskup ałatyrski Guriasz, zaś archimandryta Beniamin był jego najbliższym współpracownikiem.
W październiku 1929 monaster Opieki Matki Bożej został zamknięty, zaś jego przełożony aresztowany. Kolejno był więziony na Łubiance i Butyrkach, a następnie zesłany do łagru w dawnym Monasterze Sołowieckim. Po trzyletnim okresie pozbawienia wolności duchowny został zwolniony. Osiedlił się wówczas we Włodzimierzu i do 1937 służył w miejscowej cerkwi św. Nikity. W wymienionym roku został po raz kolejny aresztowany i zesłany na północ Rosji europejskiej. Dopiero od 1943 mógł utrzymywać kontakt listowny z duchowymi uczniami. W tym samym roku, wskutek zmiany polityki władz radzieckich wobec Cerkwi, Beniamin (Miłow) został zwolniony, zamieszkał w odnowionej Ławrze Troicko-Siergijewskiej i został wykładowcą patrologii w Moskiewskiej Akademii Duchownej. W 1948 obronił pracę poświęconą miłości bożej w nauczaniu Biblii i Kościoła prawosławnego, na podstawie której uzyskał tytuł magistra teologii, a następnie profesora patrologii. Został również inspektorem uczelni.
W 1949 archimandryta Beniamin po raz trzeci został aresztowany i zesłany do Kazachstanu. Na zsyłce spędził pięć lat, opracowując w miarę możliwości, przy pomocy nadsyłanej mu literatury, kolejne prace naukowe. Po zwolnieniu w październiku 1954 został proboszczem cerkwi św. Eliasza w Sierpuchowie.
4 lutego 1955 w soborze Objawienia Pańskiego w Moskwie miała miejsce jego chirotonia na biskupa saratowskiego i bałaszowskiego, w której w charakterze konsekratorów wzięli udział m.in. patriarcha moskiewski i całej Rusi Aleksy, Katolikos-Patriarcha Gruzji Melchizedek, metropolita kruticki i kołomieński Mikołaj.
Arcybiskup Beniamin zmarł w sierpniu tego samego roku w Saratowie.